# 董遂
董遂（1518年—1566年），字叔良，號荆野，河南河南府嵩縣人，民籍，明朝政治人物。同進士出身。

## 生平
嘉靖二十五年（1546年）丙午科河南鄉試第十二名舉人。嘉靖二十九年（1550年）中式庚戌科會試第二百十一名，三甲第六十名進士。歷山西襄垣縣知縣，聞母生病，弃官而归。三十五年復除元城县知县，三十六年八月选授户科給事中。復除吏科给事中，四十一年十一月升礼科右给事中，出为順德府知府，官至山西按察司副使。

## 家族
曾祖董士新；祖父董昂；父董相，山東按察司副使。母王氏。具庆下。弟董逊、董选（贡士、隆庆进士）、董适。